# 日本電解
日本電解株式会社（にっぽんでんかい、Nippon Denkai,Ltd.）は、東京都中央区に本社を置き、電解銅箔の製造・販売を手掛けている企業。

## 概要
1958年10月に高速電気鋳造、日立製作所、住友ベークライトの3社共同出資により初代法人が設立。主に車載電池用および回路基板用の電解銅箔の製造・販売を手掛け、初代法人時代には高品質で耐久性・信用性の高い銅箔材料の安定供給に努めてきた実績から継続的な受注基盤を確立していった。
その後、2016年6月に三井物産、三井住友銀行、日本政策投資銀行が出資したMSD企業投資が、2019年10月に商号を日本電解株式会社（2代目）に商号変更した上で、初代法人を吸収合併して事業を承継することになった。2代目法人への移行後は、2020年3月にアメリカの銅箔製造業者であるOak-Mitsui Inc.（現・Denkai America Inc.）を子会社化した他、2021年6月には東京証券取引所マザーズ市場に上場し、2022年3月期には約152億8100万円の売上があった。
しかし、世界的な半導体不足や米国インフレ抑制法施行による国内バッテリーの輸出減少、スマートフォン需要の減退、新型コロナウイルスの影響、輸出セル用銅箔の需要低迷や整流器故障による回路基板箔の販売減少、Denkai America Inc.の赤字が常態化していた他、銅価格の急騰による収益悪化により経営状況は悪化していった。
このため日本電解は、2024年1月に台湾の銅箔メーカーである李長榮科技股份有限公司と資本業務提携を締結した上で新株予約権発行による資金調達を目指していた他、同年6月には筆頭株主てあるテックス・テクノロジーと資本業務提携契約を締結した上で、テックス・テクノロジーから約10億円の出資を受けた。並行して支援スポンサー探しを行ったものの、最終的に支援スポンサーは見つからなかった。2024年11月22日に「週刊ダイヤモンド」が発表した「鉄鋼・金属22社 倒産危険度ランキング」では2位にランクインしていた。
日本電解は2024年11月27日、Denkai America Inc.の解散と清算を決議したが、解散によって貸付金の大部分が回収困難となることが見込まれる事や、多額の特別損失の追加計上から簿価債務超過に陥ることが予定されたため、同日に東京地方裁判所に民事再生法適用を申請。同年12月9日に民事再生手続開始決定を受けた。負債総額は147億6100万円。上場していた東京証券取引所グロース市場も同年12月28日に上場廃止となった。
日本電解は2025年3月7日、三菱UFJ銀行の子会社であるMUFGストラテジック・インベストメントを民事再生スポンサーに選定したと同時に、同年4月1日付で日本電解が手掛けている事業をMUFGストラテジック・インベストメントが出資する株式会社MUSTI ONEへ譲渡する契約を締結した。日本電解（以下旧社）が手掛けていた事業は、同年4月1日付でMUSTI ONEから商号変更された日本電解株式会社（以下新社）に譲渡された。旧社が手掛けていた事業は新社によって再建が図られることになる。旧社は民事再生手続を継続する。

## 沿革

### 初代法人
- 1958年10月 - 京都市下京区にて高速電気鋳造、日立製作所、住友ベークライトの3社共同出資により設立。
- 1969年1月 - 京都工場を開設。
- 1961年7月 - 茨城県筑西市に下館工場を開設。
- 1963年4月 - 日立化成工業の関連会社となる。
- 1983年1月 - 静岡県藤枝市に藤枝工場を開設。
- 1985年11月 - 京都工場の操業を終了。
- 1998年6月 - 車載電池用電解銅箔の製造・販売を開始。
- 2002年
  - 1月 - 本社を茨城県筑西市に移転。
  - 9月 - 藤枝工場の操業を終了。
  - 12月 - 回路基板用電解銅箔の製造・販売を開始。
- 2019年10月1日 - 日本電解ホールディングス（同日付で日本電解（2代目）に商号変更）へ吸収合併され解散。

### 2代目法人（日本電解ホールディングス→日本電解）
- 2016年6月17日 - 三井物産、三井住友銀行、日本政策投資銀行の出資によりMSD企業投資として設立。
- 2017年4月 - 日本電解ホールディングスに商号変更。
- 2019年10月1日 - 日本電解（初代）を吸収合併。同時に商号を日本電解（2代）に変更。
- 2020年3月 - Oak-Mitsui Inc.（現・Denkai America Inc.）を子会社化。
- 2021年6月25日 - 東京証券取引所マザーズに上場（証券コードは5759）。
- 2024年
  - 11月27日 - 東京地方裁判所に民事再生法適用を申請。
  - 12月3日 - 東証グロース市場250指数から除外。
  - 12月9日 - 東京地方裁判所から民事再生手続開始決定を受ける。
  - 12月28日 - 東京証券取引所グロース市場上場廃止。
- 2025年4月1日 - MUSTI ONE（同日付で日本電解（3代目）に商号変更）へ事業を譲渡して事業停止。日本電解（2代目）は民事再生手続継続。

### 3代目法人（MUSTI ONE→日本電解）
- 2025年
  - 2月21日 - MUFGストラテジック・インベストメント（三菱UFJ銀行の子会社）がMUSTI ONEとして設立。
  - 4月1日 - 商号を日本電解（3代）に変更。同時に日本電解（2代目）から事業を譲受。